# NGC 5264
NGC 5264是一個不規則星系，位於長蛇座。NGC 5264是半人馬座 A/M83星系團的一部分，距離地球大約1,500萬光年。
1835年3月30日，約翰·赫歇爾（John Herschel）發現NGC 5264，NGC的主編者約翰·路易·埃米爾·德雷耳（John Louis Emil Dreyer）稱其為「非常黑暗的圓形星系」。
哈勃太空望遠鏡在2016年拍攝過NGC 5264。這個星系相對較小，是一個矮星系，一種比正常螺旋星系和橢圓星系小得多的星系。事實上，NGC 5264的直徑只有11,000光年（3300毫秒）。矮星系通常有十億顆恆星。 NGC 5264顏色比較藍，因為它與其他星系的相互作用，提供恆星形成的氣體所致。